# Premio Compasso d'oro 1954
Il premio Compasso d'oro 1954 è stata la 1ª edizione della cerimonia di consegna del premio Compasso d'oro.

## Giuria
La giuria era composta da:
- Aldo Borletti
- Cesare Brustio
- Gio Ponti
- Alberto Rosselli
- Marco Zanuso

## Premiazioni

### Compasso d'oro
| Designer              | Prodotto                                  | Azienda                      | Immagine |
| --------------------- | ----------------------------------------- | ---------------------------- | -------- |
| Bruno Munari          | Scimmietta giocattolo Zizi                | Pigomma                      |          |
| Marcello Nizzoli      | Macchina da cucire BU Supernova           | V. Necchi                    |          |
| Augusto Magnaghi      | Cucina componibile                        | S.A.F.F.A.                   |          |
| Mario Attilio Franchi | Fucile automatico da caccia Franchi 48AL  | Luigi Franchi                |          |
| Araldo Sassone        | Giubba da pesca ITALIA                    | Contex                       |          |
| Gino Sarfatti         | Lampada da tavolo Mod.559                 | Arteluce                     |          |
| Max Huber             | Plastica stampata                         | Stabilimenti di Ponte Lambro |          |
| Carlo De Carli        | Sedia 683                                 | Cassina                      |          |
| Gastone Rinaldi       | Sedia DU 30                               | Rima                         |          |
| Ezio Pirali           | Ventilatore Zerowatt V.E. 505             | Fabbriche Elettriche Riunite |          |
| Marcello Nizzoli      | Macchina da scrivere portatile Lettera 22 | Olivetti                     |          |
| Giovanni Fontana      | Valigia-borsa d'affari 24 ORE             | Valextra                     |          |
| Giovanni Gariboldi    | Servizio da tavola in colonna             | Società ceramiche R. Ginori  |          |
| Franco De Martini     | Fiaschetta da viaggio per profumo         | Atkinsons                    |          |
| Flavio Poli           | Vaso in vetro blu-rubino Mod. 9822        | Seguso Vetri d'Arte          |          |